# Лугі (Келецький повіт)
Лугі (пол. Ługi) — село в Польщі, у гміні Хмельник Келецького повіту Свентокшиського воєводства.
Населення — 230 осіб (2011).
У 1975-1998 роках село належало до Келецького воєводства.

## Демографія
Демографічна структура на день 31 березня 2011 року:
|          | Загалом | Допрацездатний вік | Працездатний вік | Постпрацездатний вік |
| -------- | ------- | ------------------ | ---------------- | -------------------- |
| Чоловіки | 111     | 38                 | 65               | 8                    |
| Жінки    | 119     | 34                 | 65               | 20                   |
| Разом    | 230     | 72                 | 130              | 28                   |